# Danny Wintjens
Danny Wintjens (født 30. september 1983 i Maastricht, Holland) er en hollandsk, professionel fodboldspiller. Hans position på banen er målmand.
Wintjens begyndte sin professionelle karriere hos MVV fra hans fødeby, Maastricht. Efter at have spillet i 4 sæsoner for MVV, blev han i 2005 købt af FC Twente som 3. målmand. Efter en skuffende sæson hvor han ikke spillede nogle kampe, skiftede han i 2006 til SC Heerenveen. Han skrev under for 1 år. Hos SC Heerenveen er han også 3. målmand.

## Karriere
| Sæson     | Klub          | Kampe | Mål | Liga           |
| 2001/2002 | MVV           | 6     | 0   | Eerste Divisie |
| 2002/2003 | MVV           | 19    | 0   | Eerste Divisie |
| 2003/2004 | MVV           | 36    | 0   | Eerste Divisie |
| 2004/2005 | MVV           | 7     | 0   | Eerste Divisie |
| 2005/2006 | FC Twente     | 0     | 0   | Eredivisie     |
| 2006/2007 | SC Heerenveen | 0     | 0   | Eredivisie     |